# الوردة البيضاء (فلم 1923)
الوردة البيضاء (بالإنجليزية: The White Rose) هو فيلم أبيض وأسود درامي صامت أمريكي صدر عام 1923 من تأليف وإنتاج وإخراج ديفيد غريفيث، وبطولة ماي مارش وإيفور نوفيلو وكارول ديمبستر ونيل هاملتون. على الرغم من موجود نسخ من الفيلم إلا أنه من أفلام غريفيث النادرة.

## ملخص الفيلم
يتخرج جوزيف وهو شاب أرستقراطي جنوبي ثري من مدرسة لاهوتية، وقبل أن يتولى مسؤولية الأبرشية التي عُين فيها، يقرر الخروج لرؤية ”العالم الحقيقي“. ينتهي به المطاف في نيو أورليانز ويجد نفسه منجذبًا إلى فتاة يتيمة فقيرة غير متطورة، بيسي، يلتقي بها في قاعة رقص. شيء يؤدي إلى شيء آخر، وسرعان ما تكتشف بيسي أنها حامل بطفل جوزيف.

## طاقم التمثيل
- ماي مارش بدور بيسي "تيزي" ويليامز
- كارول ديمبستر بدور ماري كارينجتون
- إيفور نوفيلو بدور جوزيف بوجارد
- نيل هاميلتون بدور جون وايت
- لوسيل لا فيرن بدور "العمة" إيستر (بدور لوسيل لافيرن)
- بورتر سترونج بدور أبولو
- جين توماس بدور فتاة بائعة السيجار
- كيت بروس بدور عمة
- إيرفيل ألديرسون بدور رجل من العالم
- هربرت سوتش بدور الأسقف
- جوزيف بيرك بدور صاحب المنزل
- ماري فوي بدور صاحبة المنزل
- تشارلز إيميت ماك بدور الضيف
- العم توم جينكينز بدور الرجل الأسود العجوز (غير مذكور في القائمة)

## روابط خارجية
- الوردة البيضاء  في قاعدة بيانات الأفلام على الإنترنت (بالإنجليزية)